# Škrlatica
La Škrlatica con 2740 m s.l.m. è la seconda montagna più alta della Slovenia. Appartiene alla Catena della Škrlatica.

## Toponimo
Il nome significa "montagna scarlatta". In passato veniva chiamata anche Suhi Plaz ovvero "slavina asciutta" a causa di un ghiaione presente sul versante della val Vrata.

## Caratteristiche
Situata a breve distanza dal monte Tricorno, la Škrlatica è considerata una cima molto difficile da scalare. La prima ascesa fu compiuta dal noto esploratore delle Alpi Giulie Julius Kugy accompagnato da due guide locali, Andrej Komac e Matija Kravanja.

## Salita alla vetta
Esistono tre diverse vie per raggiungere la cima: una dalla val Trenta, una dalla val Vrata ed una dalla valle del Krma.